# آنول کوتوله
آنول کوتوله (نام علمی: Anolis occultus) نام یک گونه از سرده آنول است.